# Tay (fiume)
Il fiume Tay (Gaelico: Tatha) è un fiume scozzese che nasce nelle Highlands e attraversa la zona centrale della regione attraverso le città di Perth e Dundee. È il fiume più lungo della Scozia ed è il sesto del Regno Unito. È anche il maggior fiume del Regno Unito riguardo alla portata. Il suo bacino idrografico è approssimativamente di circa 5.000 chilometri quadrati (il Tweed raggiunge i 3.900, mentre lo Spey i 2.900).

## Corso
Il Tay bagna la regione inferiore degli Highlands, è ha le sue sorgenti ai piedi del monte Ben Lui. La fonte è a soli 32 km dalla città costiera di Oban, nell'Argyll and Bute. Le acque scorrono passando dapprima a Perth, poi per Kinross fino a finire nel Firth of Tay nel Mare del Nord, a circa 160 km a est.
Nell'alto corso il fiume assume numerosi nomi: per i primi chilometri è noto come River Connonish; successivamente River Fillan, e ancora cambia in River Dochart fino a raggiungere il Loch Tay presso Killin.
Il fiume Tay esce dal Loch Tay presso Kenmore, e scorre verso Perth che, in tempi antichi, era il ponte più vicino alla sorgente. Dopo Perth il fiume attraversa la piana ed entra nel Firth of Tay. La maggiore città sul fiume, Dundee, giace sulla costa a nord del Firth.

## Storia
Il 17 gennaio 1993, il fiume raggiunse l'incredibile portata di 2.269 m³/s e arrivò fino a 6,48 metri oltre al livello abituale presso Perth, causando molti danni alla città. Se non fosse stato per gli impianti idroelettrici più a monte che imbrigliarono il deflusso, il limite raggiunto sarebbe stato ancora superiore. Il massimo storico si raggiunse sempre a Perth nel 1814, quando il fiume sfiorò i 7 metri al di sopra della media, a causa di una massa di ghiaccio bloccata sotto il ponte. Ci sono fonti che citano di alluvioni a Perth fin dal 1210, e ancora nel 1648, con il ponte che fu distrutto entrambe le volte dalla corrente.
Nell'Ottocento fu costruito il Tay Rail Bridge attraverso il Firth a Dundee per collegarla ad Aberdeen verso nord, e con Edimburgo ed infine Londra a sud. Il 28 dicembre 1879 il ponte crollò al passaggio di un treno. Tutto il treno finì nel Firth of Tay, con la morte di 75 persone. L'intera vicenda fu "immortalata" in un racconto, il The Tay Bridge Disaster, scritto da William McGonagall. Subito si sollevarono critiche nei confronti dell'autore, accusato infatti di aver precedentemente scritto elogi a quella che definiva l'"eterno" Tay Rail Bridge. La ferrovia sul Firth fu ricostruita numerose volte, e l'ultima negli anni 1960.
Il nome Tay ha influenzato inoltre la toponomastica locale:
- Dundee - Dun Tatha, "Forte sul Tay".
- Broughty Ferry, nota localmente come Brochtie - Bruach Tatha, "Riva del Tay".
- Taymouth - "Vicino alla bocca del Loch Tay".
- Tayside - Antica regione scozzese.

## Galleria d'immagini

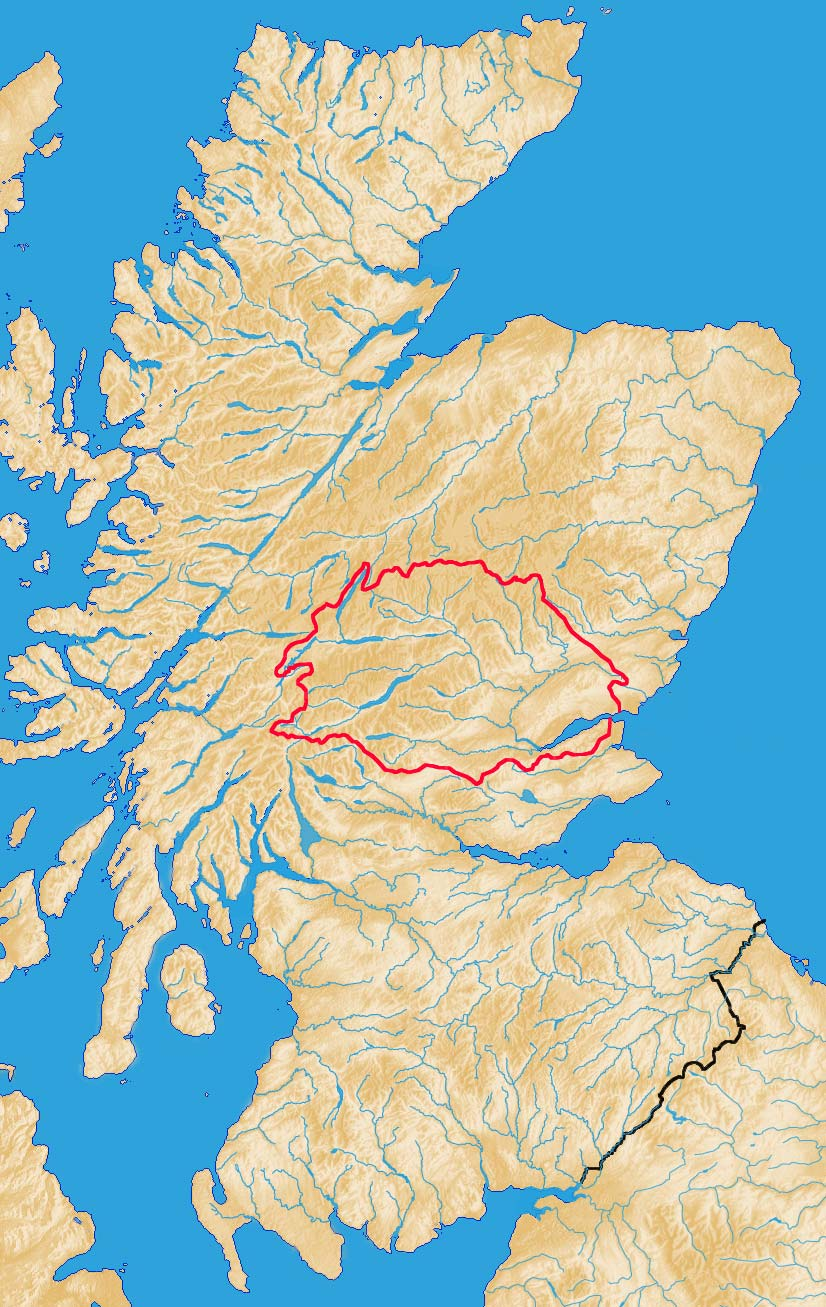
Bacino idrografico del Fiume Tay.
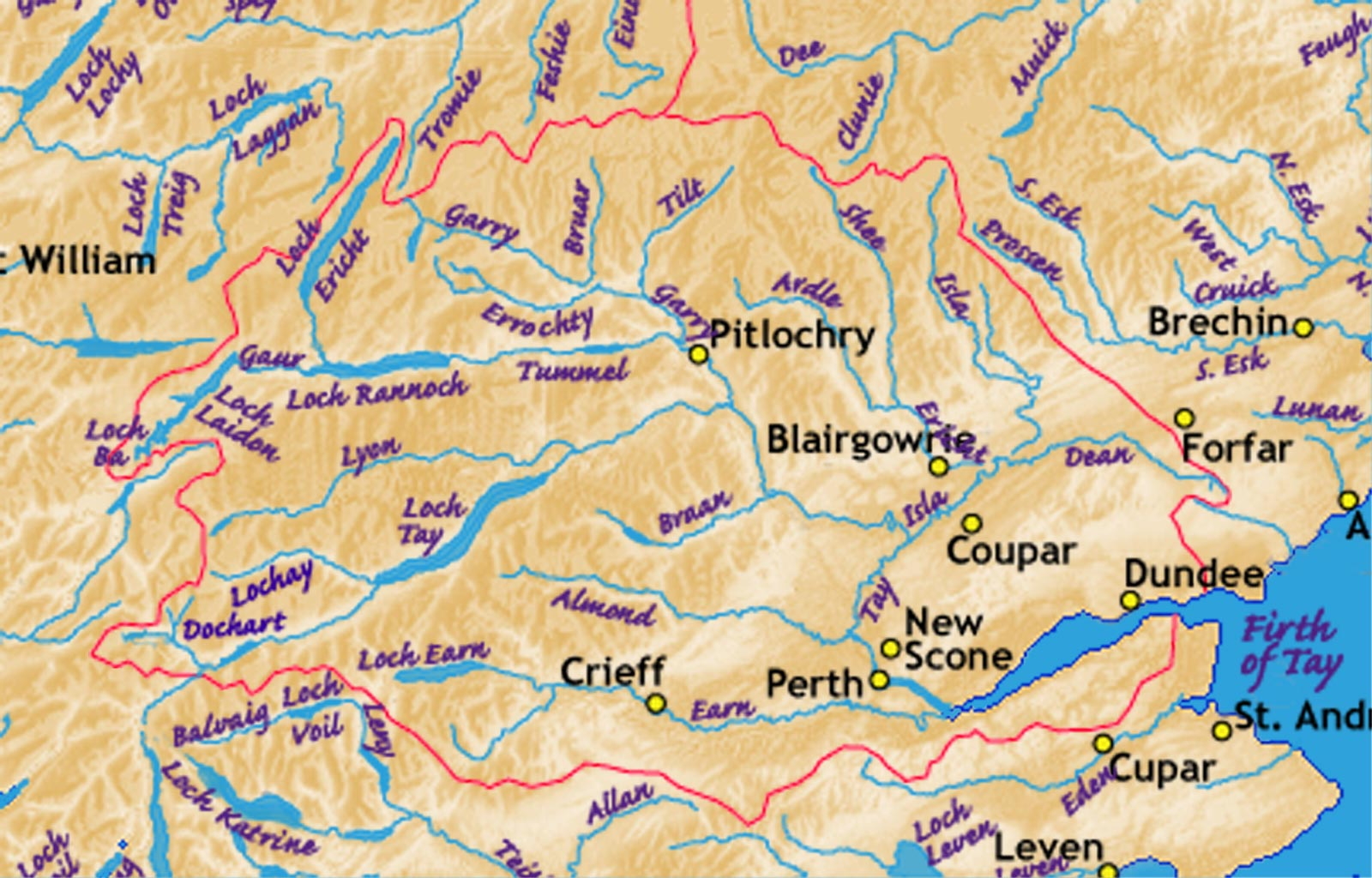
Mappa dei tributari del Fiume Tay.
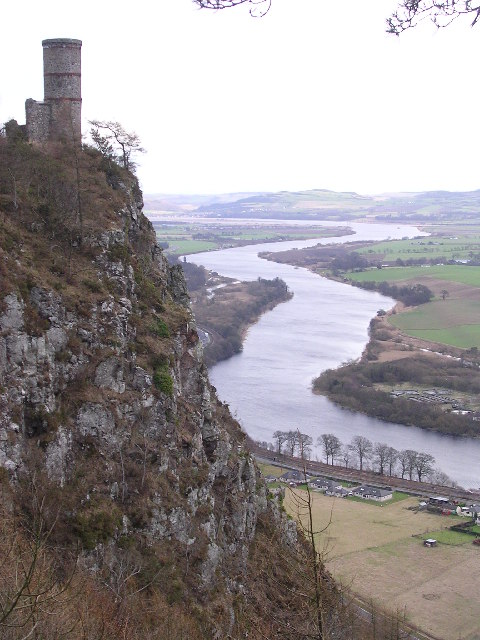
Il Tay visto dalla Kinnoull Hill, vicino a Perth.
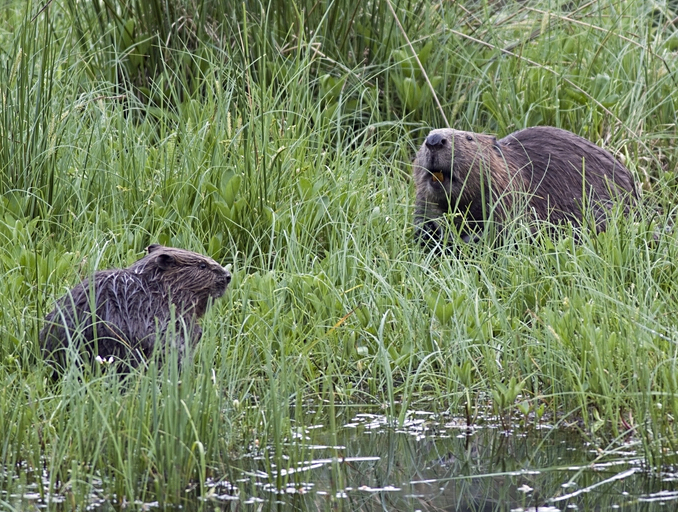
Castori vicino al fiume